# Raskarum
Raskarum är en ort i Sankt Olofs socken i Simrishamns kommun i Skåne belägen en kilometer öster om Sankt Olof. SCB har för bebyggelsen i orten och dess grannby i söder Ljunglyckorna avgränsat en småort som namnsatts till Raskarum och Ljunglyckorna.
I byn finns ett av Skånes större fjäderfäslakterier där man framför allt bedriver gåsslakt. Det är en av de större leverantörerna till Mårtensgås.